# Бокарнея
Бокарнея (лат. Beaucarnea) — небольшой род древовидных растений семейства Спаржевые (Asparagaceae), включающий по современной классификации 9 видов.

## Название
Название дано в честь бельгийского нотариуса и известного коллекционера растений и орхидей Жана-Баптиста Бокарна (Jean-Baptiste Beaucarne), обнаружившего растение в ходе экспедиции в Мексику.
В литературе, интернете и среди цветоводов-любителей растение нередко упоминается как «нолина». Связано это с тем, что некоторые систематики включают в род Нолина также и бокарнею из этого же семейства. Часть распространённых декоративных видов в различных источниках фигурирует под разными названиями: к примеру, вид бокарнея отогнутая также широко известен как нолина отогнутая, хотя правильным является первый вариант.
Бытовые названия в различных языках отражают необычный внешний вид бокарнеи. Растение называют «слоновья нога» (англ. elephant's foot, нем. Elefantenfuß, исп. pata de Elefante), «пальма — конский хвост» (англ. ponytail palm), «бутылочная пальма» или «бутылочное дерево» (англ. bottle palm, фр. arbre bouteille). Веселый эпитет используют испанцы, называя её «пальма с большой задницей» (исп. palma culona). Упомянутые именования в основном относятся к выращиваемой в культуре бокарнее отогнутой.

## Биологическое описание
Многолетние древовидные вечнозеленые двудомные растения, кустарники или некрупные деревья.
Стволы в большей или меньшей степени утолщенные у основания, ветвящиеся в верхней части.
Листья собраны пучками на концах ветвей, сидячие, узкие линейные, поникающие или жёсткие прямые, поверхность от гладкой до шершавой, кончик без шипа, край от мелкопильчатого до выемчатого.
Соцветие сложное, многократно ветвящаяся метёлка, характерная для двудомных растений, прицветники листовидные. Мелкие тычиночные цветки с мелкими прицветничками беловатые, собранные по 2—3 вместе, цветоножки с сочленением примерно посередине. Лепестки тонкие, раздельные, отогнутые после роспуска. Тычинки сидячие супротив лепестков и прикрепленные к их основанию. Тычиночные нити тонкие, пыльники свободные, имеются зачатки пестика. Пестичные цветки с рудиментарными тычинками, цветоножки с сочленением, завязь правильная, однокамерная с двумя семяпочками, столбик короткий, рыльце трехдольное.
Плод трехгранный, округлый, эллиптический или яйцевидный, оболочка тонкая, бумажная, не раскрывающаяся при созревании, кончик с разрывом.
Семя в плоде одно, трёхгранное, шаровидное.

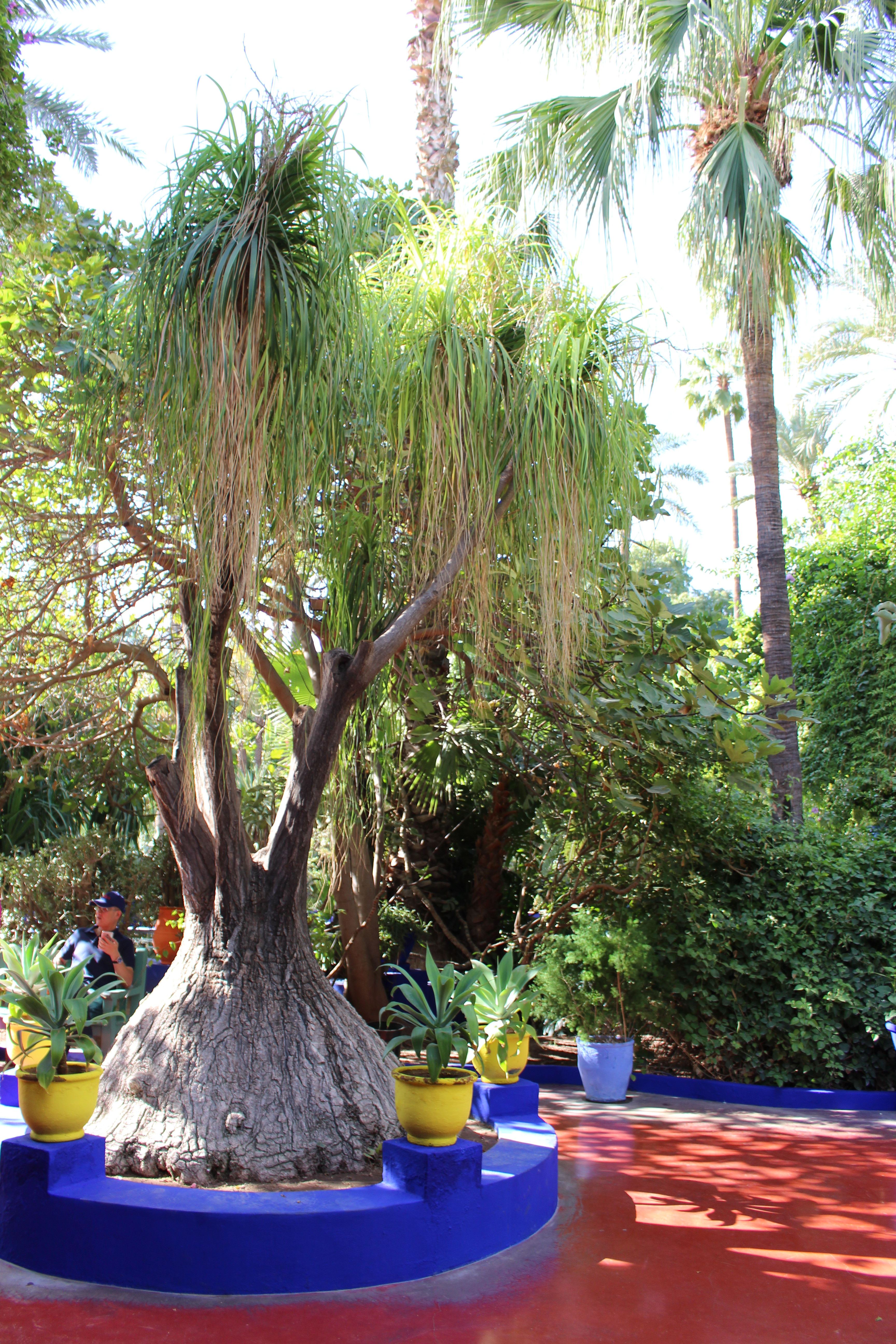
Бокарнея отогнутая в оформлении парка (Majorelle Garden, Marrakesh, Morocco)
Бокарнея отогнутая в горшочной культуре
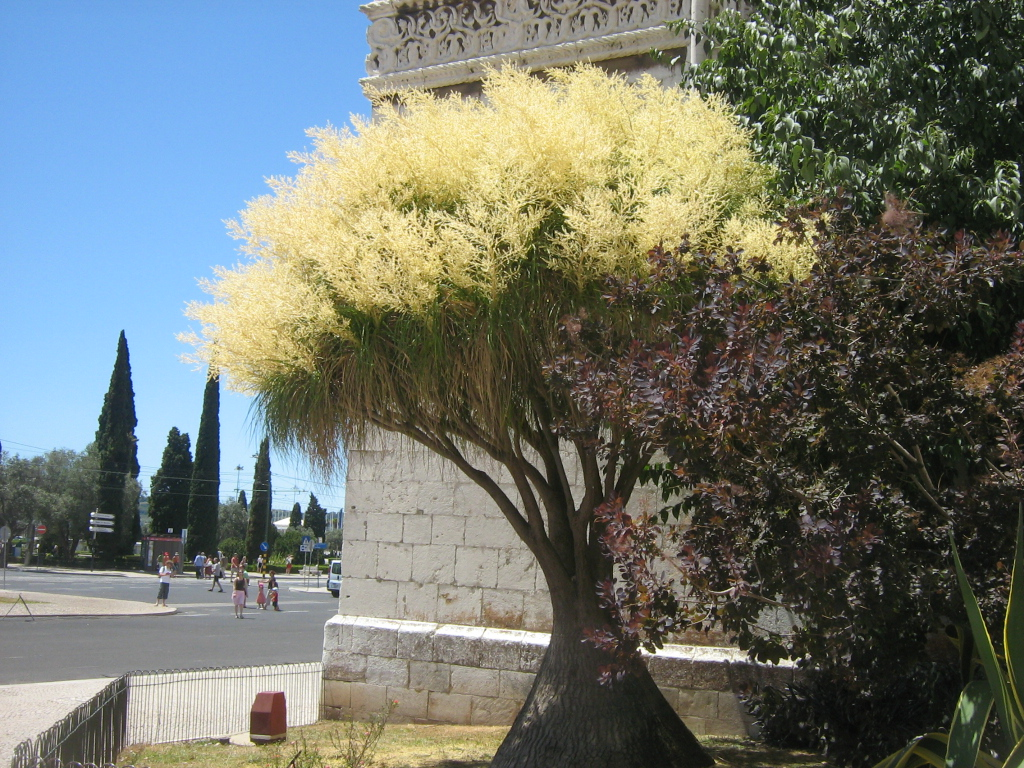
Цветение бокарнеи отогнутой
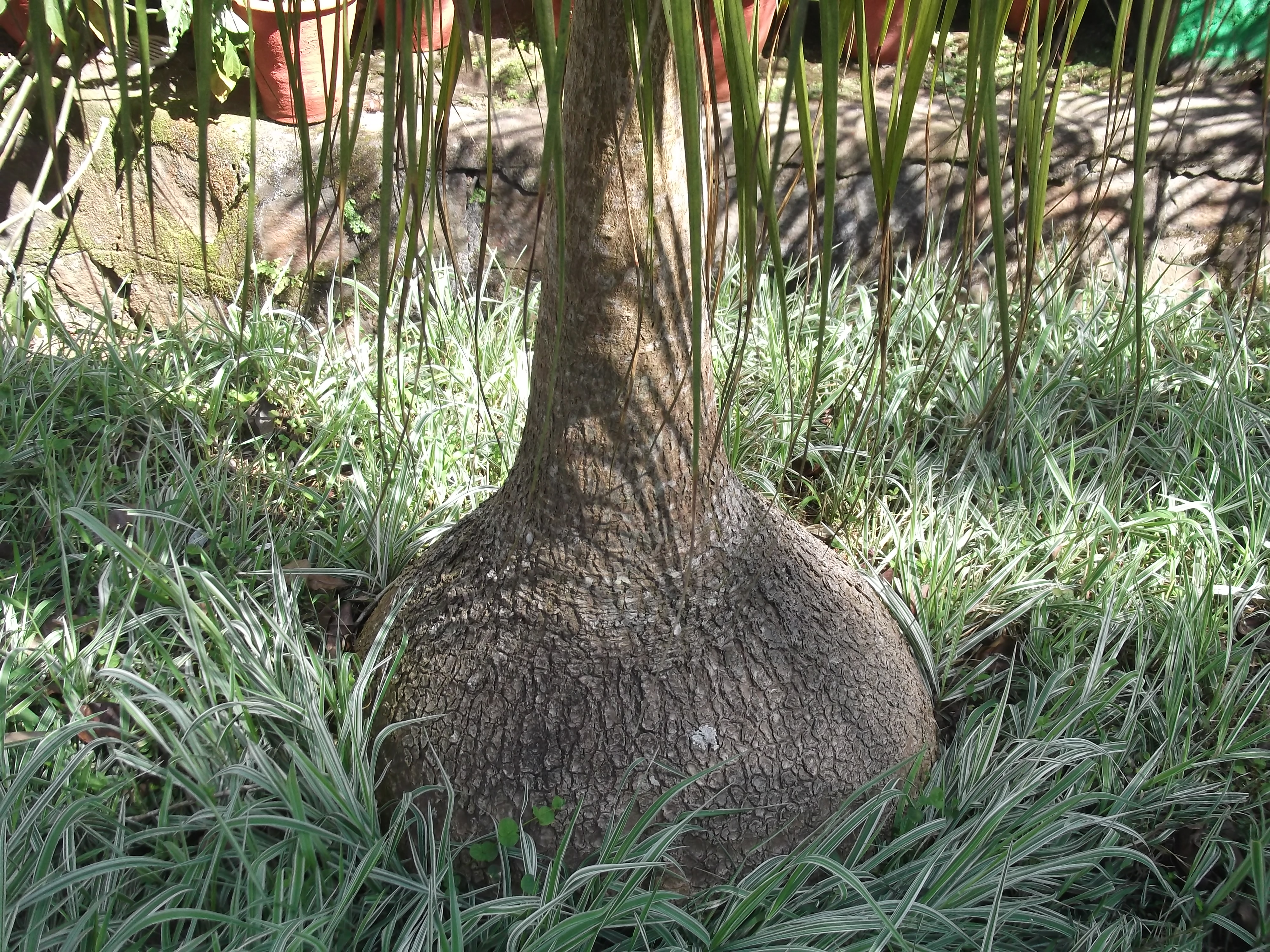
Разрастание нижней части ствола бокарнеи отогнутой
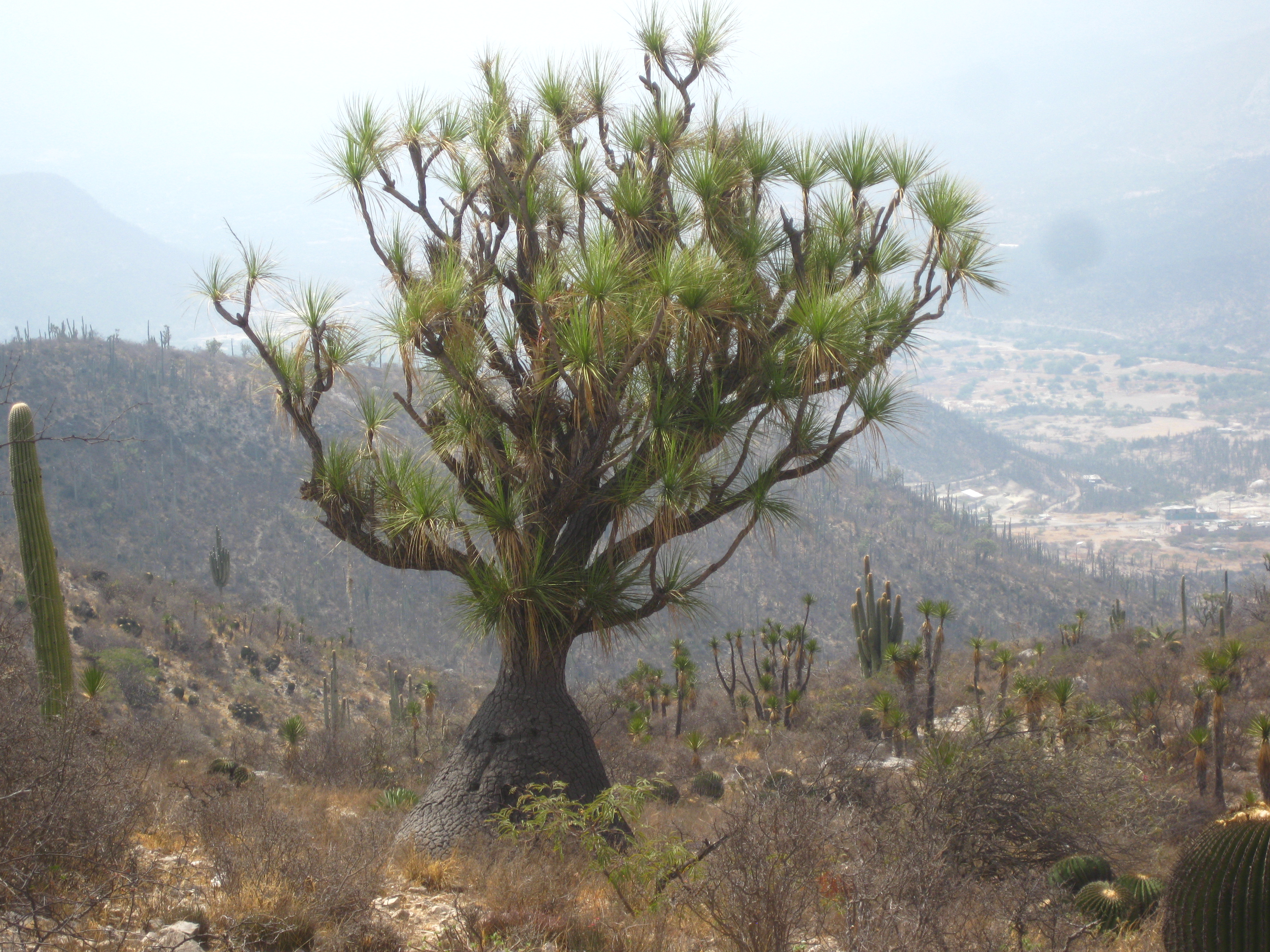
Бокарнея изящная
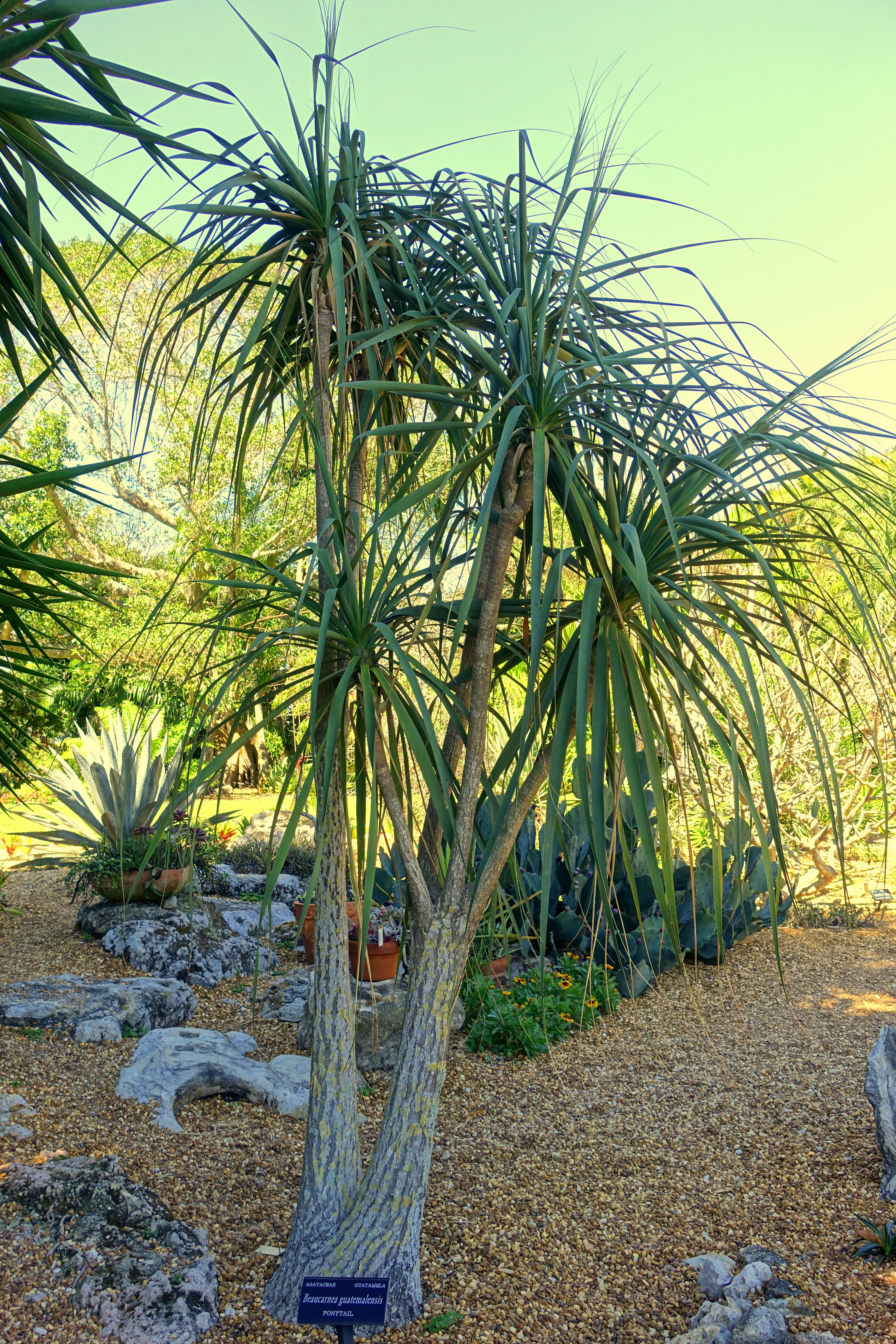
Бокарнея гватемальская
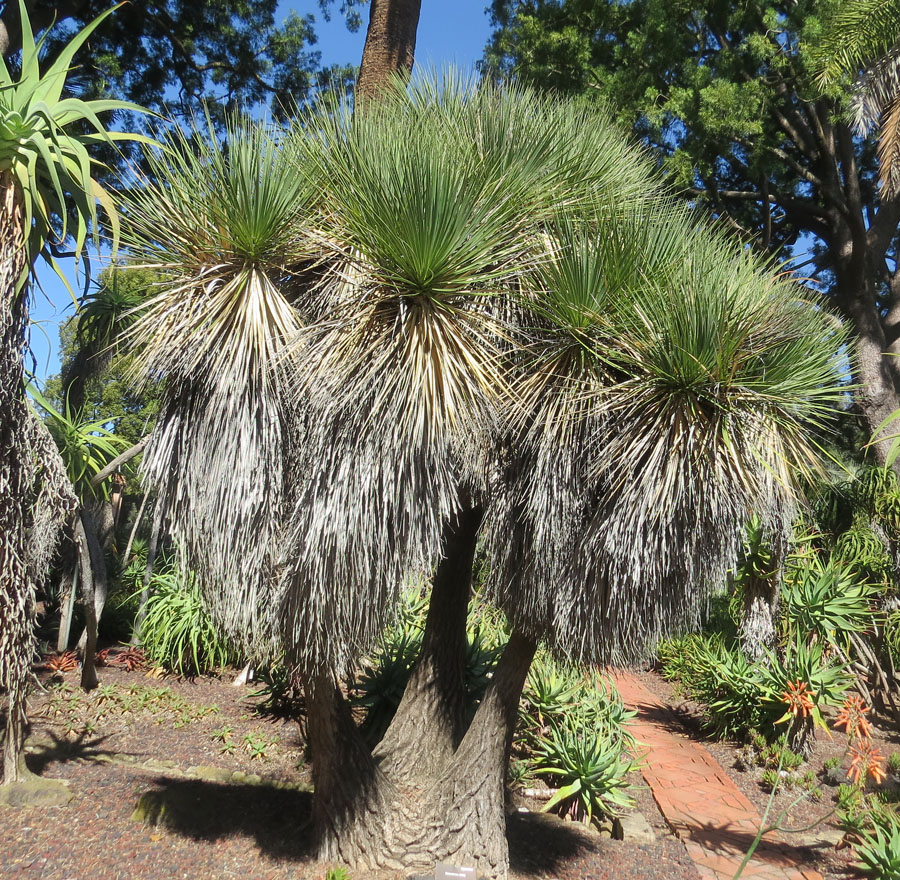
Бокарнея прямая

## Ареал
Естественный ареал этого растения охватывает Южную Мексику, Белиз, Гватемалу и Никарагуа.

## Хозяйственное значение и использование
Отдельные виды из-за необычного внешнего вида культивируются как декоративные.

## Классификация

### Таксономическое положение
|  |                                |  |                                                  |                                                  |                     |  | еще 13 семейств в порядке Спаржецветные (APG IV, 2016) |                                                    |                                                    |                        |
|  |                                |  |                                                  |                                                  |                     |  |                                                        |                                                    |                                                    | 9 видов (APG IV, 2016) |
|  |                                |  |                                                  | порядок Спаржецветные                            |                     |  |                                                        |                                                    | род Бокарнея                                       |                        |
|  |                                |  |                                                  | порядок Спаржецветные                            |                     |  |                                                        |                                                    | род Бокарнея                                       |                        |
|  | отдел Цветковые (APG IV, 2016) |  |                                                  |                                                  | семейство Спаржевые |  |                                                        |                                                    |                                                    |                        |
|  | отдел Цветковые (APG IV, 2016) |  |                                                  |                                                  |                     |  |                                                        |                                                    |                                                    |                        |
|  |                                |  | ещё 63 порядка цветковых растений (APG IV, 2016) | ещё 63 порядка цветковых растений (APG IV, 2016) |                     |  |                                                        | еще 127 родов в семействе Спаржевые (APG IV, 2016) | еще 127 родов в семействе Спаржевые (APG IV, 2016) |                        |
|  |                                |  |                                                  | ещё 63 порядка цветковых растений (APG IV, 2016) |                     |  |                                                        |                                                    | еще 127 родов в семействе Спаржевые (APG IV, 2016) |                        |

По информации базы данных World Flora Online, род включает 9 видов, встречающихся в Северной Америке.
- Beaucarnea compacta L.Hern. & Zamudio — Бокарнея компактная
- Beaucarnea goldmanii Rose — Бокарнея Голдмана
- Beaucarnea gracilis Lem. — Бокарнея изящная
- Beaucarnea guatemalensis Rose — Бокарнея гватемальская
- Beaucarnea hiriartiae (L.Hern. — Бокарнея Ириарт (названа в честь мексиканской женщины-ботаника, профессора Национального автономного университета Мексики — Патрисии Ириарт Валенсии es PATRICIA HIRIART VALENCIA)
- Beaucarnea pliabilis (Baker) Rose — Бокарнея гибкая
- Beaucarnea recurvata Lem. — Бокарнея отогнутая
- Beaucarnea sanctomariana L.Hern. — Бокарнея сантамарийская (названа по месту произрастания в окрестностях городка Санта Мария Чималапа, штат Вахака, Мексика — Santa María Chimalapa, Oaxaca, Mexico)
- Beaucarnea stricta Lem. — Бокарнея прямая